# Август Франк
Август Франц Франк (нім. August Franz Frank; 5 квітня 1898, Аугсбург — 21 вересня 1984, Карлсруе) — німецький офіцер, один з керівників Головного адміністративно-господарського управління СС (ВФХА), обергруппенфюрер СС, генерал військ СС і поліції (9 жовтня 1944). Кавалер Німецького хреста в сріблі. 

## Біографія
Син залізничного секретаря. 21 серпня 1916 року вступив в запасний батальйон 9-го баварського артилерійського полку. Учасник Першої світової війни, унтер-офіцер. У грудні 1918 року переведений в фінансову службу, кандидат в цальмайстри (10 жовтня 1920). Після демобілізації 1 грудня 1920 року вахмістром поступив на службу в поліцію. Обіймав посади в адміністрації і фінансовій службі поліції. З 1923 року — в Міністерстві внутрішніх справ Баварії. З 1 вересня 1927 року — поліцейський адміністративний секретар. 8 квітня 1932 року вступив в СС (посвідчення № 56 690), 1 грудня 1933 року — в НСДАП (квиток № 1 471 185). 29 серпня 1933 року зарахований в штаб рейхсфюрера СС, а 9 листопада переведений в Адміністративне управління СС. З цього моменту вся служба Франка була пов'язана з господарсько-адміністративною службою СС. З 1 січня 1935 року — референт в 4-му відділі, 15 вересня 1935 року переведений в Адміністративне управління Головного управління СС, 1 квітня 1934 року — в штаб інспекції частин посилення СС. 1 квітня 1936 року призначений начальником Головного бюджетного управління Головного управління СС, з 1 березня 1938 року начальник штабу шефа адміністрації СС Освальда Поля. 3 серпня 1937 року оголосив про свій вихід з католицької церкви. З 20 квітня 1939 року начальник Адміністративного управління Головного управління СС (одночасно з вересня 1939 року — інтендант військ СС в Головному оперативному управлінні СС). 20 квітня 1940 року переведений до Головного бюджетно-будівельне управління СС. 1 лютого 1942 року очолив управління АІІІ Головного адміністративно-господарського управління (ВФХА), одночасно став начальником управлінської групи «А» і заступником начальника ВФХА; найближчий співробітник Поля. У веденні Франка перебувала вся адміністративно-господарська служба Головного управління: фінанси, правові та кадрові питання, служба контролю (в тому числі концтаборів). З 16 вересня 1943 року став також начальником економічно-адміністративного управління Головного управління поліції порядку. 1 листопада 1944 року, після підпорядкування Генріху Гіммлеру Армії резерву і озброєнь сухопутних військ, був призначений одночасно начальником Адміністративного управління Верховного командування сухопутних військ. Після капітуляції Німеччини переховувався, маючи на руках підроблені документи на ім'я Франца Мюллера; 5 місяців працював на цементному заводі. 17 лютого 1946 року заарештований американцями. На Нюрнберзькому процесі у справі ВФХА засуджений 3 листопада 1947 року до довічного тюремного ув'язнення. 31 січня 1951 року вищий американський комісар в Німеччині Джон Макклой знизив термін до 15 років. У березні 1954 році звільнений. Жив в Вайнгартені, в березні 1979 року переїхав в Карлсруе.

## Нагороди
- Військовий хрест «За заслуги» (Баварія)
  - 3-го класу з мечами (21 серпня 1917)
  - 3-го класу з мечами і короною (27 січня 1919)
- Залізний хрест 2-го класу (12 травня 1918)
- Почесний хрест ветерана війни з мечами
- Йольський свічник (16 грудня 1935)
- Кільце «Мертва голова»
- Почесна шпага рейхсфюрера СС
- Німецька імперська відзнака за фізичну підготовку в золоті
- Спортивний знак СА в бронзі
- Німецький кінний знак в сріблі
- Медаль «У пам'ять 13 березня 1938 року»
- Медаль «У пам'ять 1 жовтня 1938»
- Медаль «За вислугу років у поліції» 3-го і 2-го ступеня (12 років)
- Медаль «За вислугу років у НСДАП» в бронзі (10 років)
- Хрест Воєнних заслуг 2-го і 1-го (1 вересня 1941) класу з мечами
- Німецький хрест в сріблі (13 грудня 1944)